# Rancho la Magdalena
Rancho la Magdalena är en ort i kommunen Polotitlán i delstaten Mexiko i Mexiko. Samhället hade 185 invånare vid folkräkningen 2020.